# Basilica di Sant'Apollinare Nuovo
La basilica di Sant'Apollinare Nuovo è una basilica di Ravenna. Nata come luogo di culto ariano, nel VI secolo fu consacrata a San Martino di Tours (era denominata San Martino in Cielo d'Oro). L'attuale denominazione della basilica risale al IX secolo, periodo in cui le reliquie del protovescovo Apollinare, a causa delle frequenti incursioni piratesche sulla costa ravennate, per ragioni di sicurezza, furono trasferite dalla basilica di Sant'Apollinare in Classe a quella intramuraria di San Martino che venne rinominata, appunto, Sant'Apollinare Nuovo.

## Storia
La basilica fu fatta erigere dal re goto Teodorico nel 505 come chiesa di culto ariano con il nome di Domini Nostri Jesu Christi. Fu la chiesa palatina di Teodorico (cioè una chiesa per l'uso della sua corte).
In seguito alla conquista della città da parte dell'Impero bizantino (540) l'imperatore Giustiniano passò in proprietà della Chiesa cattolica tutti i beni immobili già posseduti dagli ariani. Tutti gli edifici legati ai goti e all'arianesimo furono integrati al culto cattolico. La basilica ex teodoriciana venne riconsacrata a San Martino di Tours, difensore della fede cattolica e avversario di ogni eresia.
Sant'Apollinare Nuovo porta i segni tangibili di quest'operazione: la fascia sopra gli archi che dividono le navate era corredata da un ciclo di mosaici con temi legati alla religione ariana. Su iniziativa del vescovo Agnello (556-569/70), il ciclo fu cancellato e la fascia ridecorata ex novo. Furono risparmiati solo gli ordini più alti (con le "Storie di Cristo" e con i profeti), mentre nella fascia più bassa, quella più grande e più vicina all'osservatore, si procedette a una vera e propria ridecorazione, che salvò solo le ultime scene con le vedute del Porto di Classe e del Palatium di Teodorico, sebbene epurate per una damnatio memoriae di tutti i ritratti, che probabilmente appartenevano a Teodorico stesso e ai suoi dignitari.
Nell'anno 725 la chiesa venne danneggiata da un violento terremoto, che ne fece crollare l'abside. Il sisma demolì anche la Basilica petriana di Ravenna.
La basilica assunse il suo nome attuale solo intorno al IX secolo dopo che vi furono portate le reliquie di sant'Apollinare, primo vescovo di Ravenna, dall'omonima basilica di Classe per sottrarle al pericolo delle scorrerie dei pirati.
Nel corso della prima guerra mondiale, nella notte del 12 febbraio 1916 la chiesa fu bombardata e subì gravi danni. L'immagine dell'antica chiesa bizantina sfigurata dalle bombe fece il giro del mondo, suscitando la più ampia riprovazione.
Galleria d'immagini

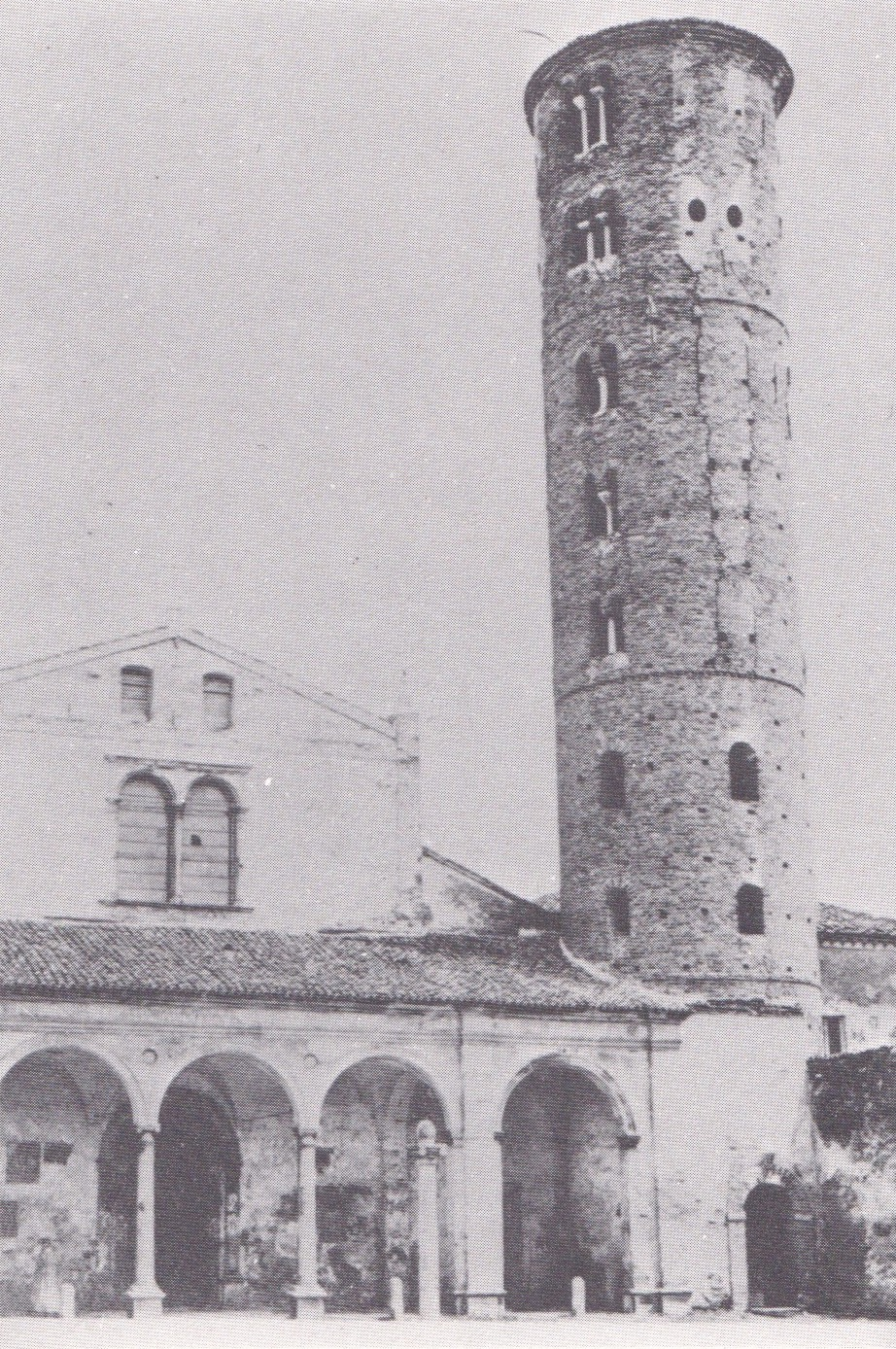
La basilica alla fine del XIX secolo, prima dell'inizio dei lavori di restauro. Si osservi il campanile, cui non erano ancora state riaperte le finestre.
La basilica dopo il bombardamento del 1916 (Prima guerra mondiale).

## Descrizione
Si tratta di un edificio a tre navate, attualmente privo di quadriportico e preceduto da un portico o nartece, risalente al XVI secolo. Il nartece, in area ravennate, viene più propriamente chiamato àrdica (dall'adattamento bizantino nàrtheka del termine greco classico nàrthex, nartece).
Esternamente si presenta con una facciata a salienti, realizzata in laterizio. Nella parte superiore si trova, esattamente al centro, una grande e larga bifora in marmo, sormontata da altre due piccolissime aperture, l'una a fianco dell'altra. Il nartece presenta un tetto spiovente, che dalla facciata scende verso le colonne portanti. Queste sono in marmo bianco e creano un notevole contrasto con la scurezza dell'edificio vero e proprio. Nella parte anteriore destra rispetto alla Basilica, si innalza verso il cielo un campanile dalla pianta circolare, anch'esso in mattoni.
La navata centrale, larga il doppio di quelle laterali, terminava con un'abside semicircolare all'interno e poligonale all'esterno, che fu ricostruita nel XVI secolo e decorata nel XVIII secolo, assumendo l'aspetto attuale, che è stato recuperato di recente, segnando però sul pavimento la pianta dell'abside del VI secolo. La navata mediana è delimitata da dodici coppie di colonne poste una di fronte all'altra che sorreggono archi a tutto sesto. Seguendo gli schemi dell'architettura bizantina, l'abside centrale è affiancata da due absidiole laterali dette pastoforia.

### Mosaici
Come tutte le chiese di Ravenna, dei periodi imperiale (fino al 402-476), ostrogotico (fino al 476-540) e giustinianeo (dal 540-565 in poi), anche Sant'Apollinare Nuovo è decorata con meravigliosi e coloratissimi mosaici. Tuttavia essi non risalgono alla stessa epoca: alcuni sono teodoriciani, altri risalgono alla ridecorazione voluta dal vescovo Agnello, quando l'edificio venne riconsacrato al culto cristiano cattolico.
Le pareti della navata centrale sono divise in tre fasce ben distinte dalle decorazioni musive.

#### Le Scene dellaVita di Cristo

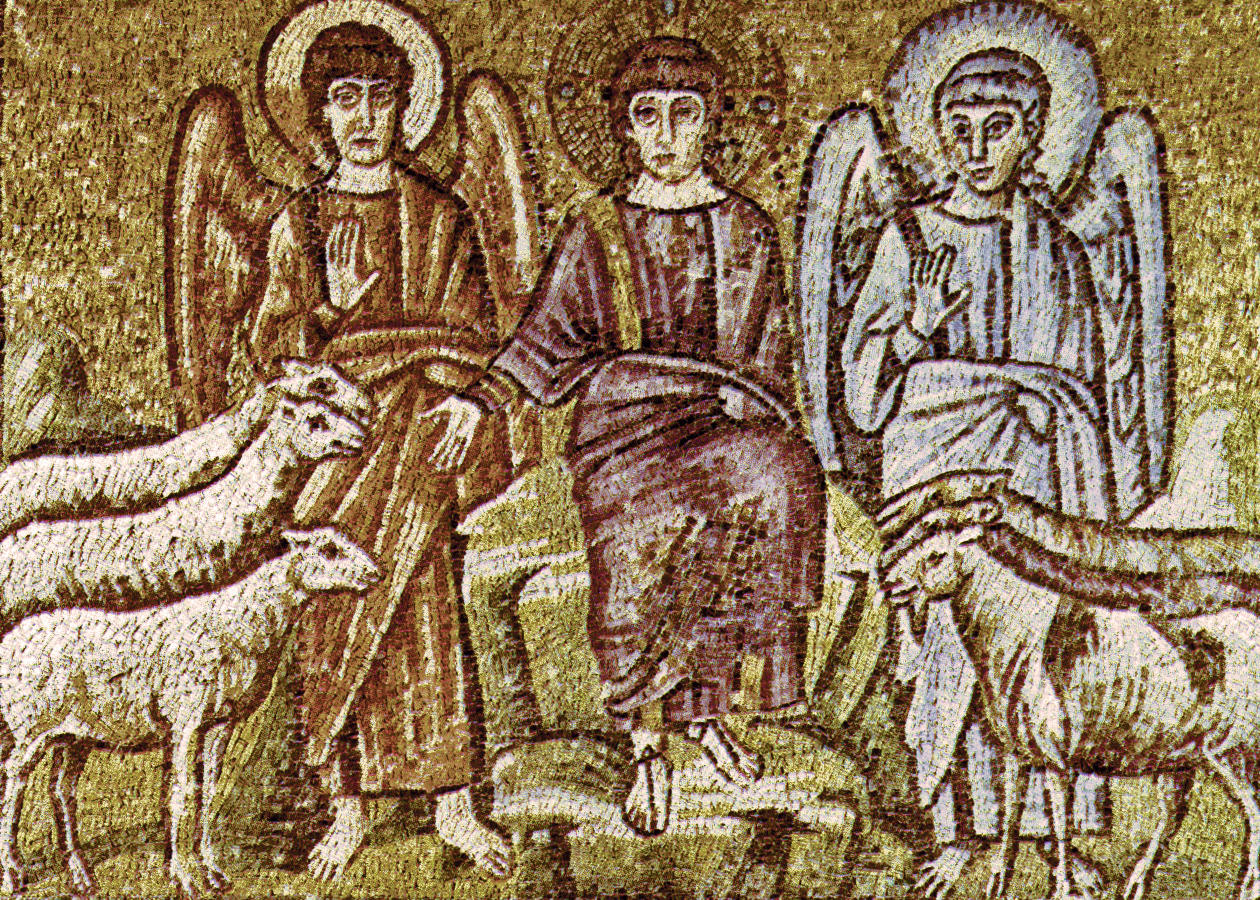
Cristo divide le pecore dai capretti

La fascia più alta è decorata da una serie di riquadri intervallati dal motivo allegorico di un padiglione con due colombe. I riquadri presentano scene della vita di Cristo e sono particolarmente curati nei dettagli, anche se in antico si trovavano ancora più in alto (per via della subsidenza) e quindi la loro lettura era tutto sommato ardua. Certe scene permettono di evidenziare alcune evoluzioni dell'arte del mosaico nell'epoca di Teodorico. La scena del Cristo che divide le pecore dai capretti ricorda quella del Buon Pastore del Mausoleo di Galla Placidia, ma le differenze sono notevoli (è passato poco meno di un secolo): le figure non sono più disposte in uno spazio in profondità, ma appaiono schiacciate l'una sull'altra, con molte semplificazioni.
La rigida frontalità e la perdita del senso del volume nel Cristo e negli angeli imprime un innegabile senso ieratico. In questa scena viene raffigurata la separazione dei buoni e dei cattivi, espressa simbolicamente per mezzo di due gruppi di pecorelle e capri, affiancati rispettivamente dall'Angelo del Bene, vestito di rosso, e dall'Angelo del Male, vestito di blu. Nella scena dell'Ultima Cena Cristo e gli apostoli sono raffigurati similmente alle raffigurazioni romane paleocristiane, e le proporzioni gerarchiche (Cristo più grande delle altre figure) rientrano nel filone dell'arte tardoantica "provinciale" e "plebea". Cristo è sempre raffigurato con vesti purpuree, giovane e imberbe secondo l'uso occidentale, tranne negli episodi della Passione, dove compare con la barba, all'uso orientale.

#### Le Teorie di Martiri e Vergini

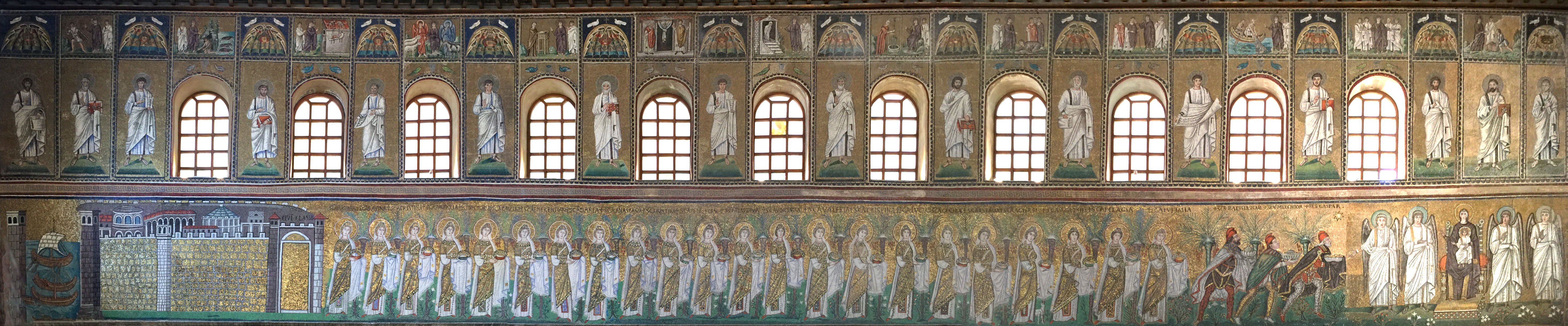
Panorama dei mosaici sul lato sinistro della navata
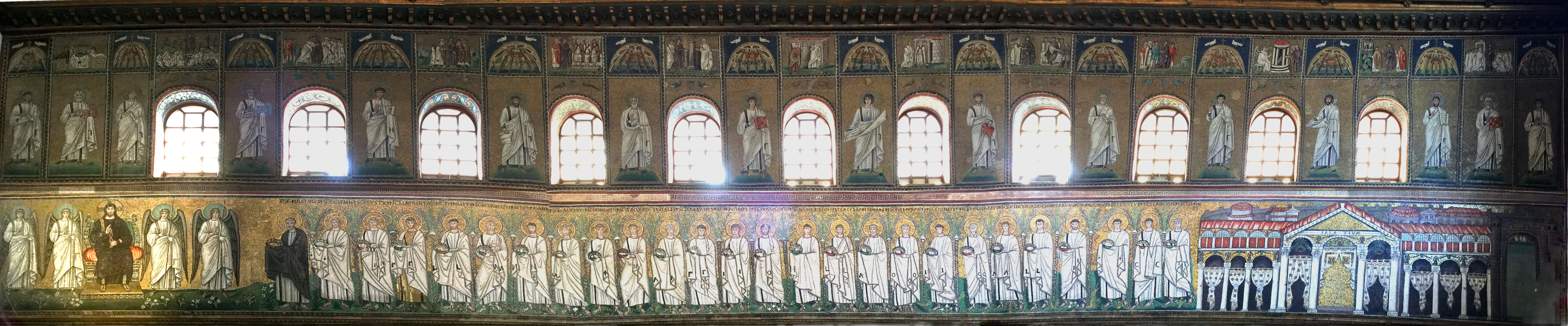
Panorama dei mosaici sul lato destro della navata

La fascia mediana è composta da riquadri tra le finestre che incorniciano solide figure di Santi e Profeti dalle vesti ombreggiate e morbidamente panneggiate. Essi, nonostante l'indefinito fondo oro, si dispongono su un piano prospettico.
La fascia inferiore, la più grande, è anche quella maggiormente manomessa. Sulla parete di destra (guardando verso l'altare), è raffigurato il famoso Palazzo di Teodorico, riconoscibile dalla scritta latina PALATIUM (Palazzo) nella parte bassa del timpano. Gli edifici interni rappresentati sono mostrati in prospettiva ribaltata. Ciò significa che quello che si vede corrisponde a tre lati del peristilio, schiacciati su un unico piano. Tra una colonna e l'altra sono tesi dei drappeggi bianchi e decorati in oro, che coprono le ombre di antiche figure umane rimaste dopo che una parte del mosaico fu condannata alla distruzione: per una sorta di damnatio memoriae tutte le figure umane (quasi certamente Teodorico stesso e membri della sua corte) vennero cancellate e si notano ancora le ampie parti di colore leggermente diverso (a riprova di una ricostruzione avvenuta in un momento diverso) e le incontrovertibili tracce sulle colonne bianche, dove spuntano qua e là delle mani.
Le colonne che sorreggono gli archi del palazzo sono candide e slanciate (nella realtà dovevano essere in marmo) e terminanti con capitelli in tipico stile corinzio. Sopra gli archi, che riportano motivi di angeli che tendono festoni floreali, si trova una lunga teoria di archetti bassi protetti da parapetti, e sormontati dal tetto in tegole. Questo doveva probabilmente essere un lungo terrazzo coperto.
Di là dal Palazzo si notano alcuni edifici basilicali o a pianta centrale che hanno la funzione di rappresentare, sinteticamente e simbolicamente, la città di Ravenna.
Sulla parete di fronte è raffigurato invece il porto di Classe, che in quel tempo era il più grande di tutto l'Adriatico, nonché una delle principali sedi della flotta imperiale romana. Sulla sinistra, i tasselli del mosaico compongono la figura di tre imbarcazioni allineate verticalmente, che sostano sull'acqua azzurra e calma del porto, in un'insolita prospettiva "a volo d'uccello", che ne risalta l'ampiezza. Da ambedue parti esse sono protette da una coppia di alte torri in pietra. Continuando verso destra, si possono osservare le alte e possenti mura merlate cittadine, all'interno delle quali si intravedono vari edifici notevolmente stilizzati: un anfiteatro, un portico, una basilica, una costruzione civile a pianta centrale coperta da un tetto conico. Sopra la porta d'ingresso alla città, sull'estrema destra, si leggono le parole latine: CIVI[TAS] CLASSIS (Città di Classe).
Le contrapposte processioni di Santi Martiri e Sante Vergini, sempre nel registro inferiore, furono eseguite nel periodo di dominazione bizantina (quando Ravenna era un Esarcato dipendente da Costantinopoli) ed evidenziano alcuni dei caratteri dell'arte propria dell'Impero d'Oriente quali: la ripetitività dei gesti, la preziosità degli abiti, la mancanza di volume (con il conseguente appiattimento o bidimensionalità delle figure). E ancora: l'assoluta frontalità, la fissità degli sguardi, la quasi monocromia degli sfondi (un abbacinante oro), l'impiego degli elementi vegetali a scopo puramente riempitivo e ornamentale, la mancanza di un piano d'appoggio per le figure che, pertanto, appaiono sospese come fluttuanti nello spazio.
Le processioni dei Martiri muovono da Ravenna verso Gesù in trono fra angeli.
I santi martiri, identificati dal loro nome scritto in alto, hanno l'aureola e vestono toghe candide. Mentre procedono su un prato fiorito con alte palme porgono, coperta dal mantello in segno di offerta sacra,  una preziosa corona, simbolo del martirio.
La teoria delle Vergini similmente muove dalla città-porto di Classe su un prato fiorito con alte palme sullo sfondo. Ogni vergine è identificata dal suo nome, ha l'aureola ed è abbigliata con vesti regali, mentre procede e porge, coperta con un velo in segno di offerta sacra,  una preziosa corona, simbolo del martirio.
Al termine della processione vi è la raffigurazione dell'epifania, ossia l'apparizione della Madonna in trono col Bambino Gesù fra quattro angeli (metà del VI secolo) ai tre Magi (indossanti brache, mantello e berretto frigio), che porgono i loro doni, guidati dalla stella.
L'abside venne distrutta da un terremoto e poi ricostruita, e per questo motivo è completamente priva di mosaici (che quasi sicuramente dovevano essere simili a quelli dell'omonima chiesa a Classe).

### Campanile

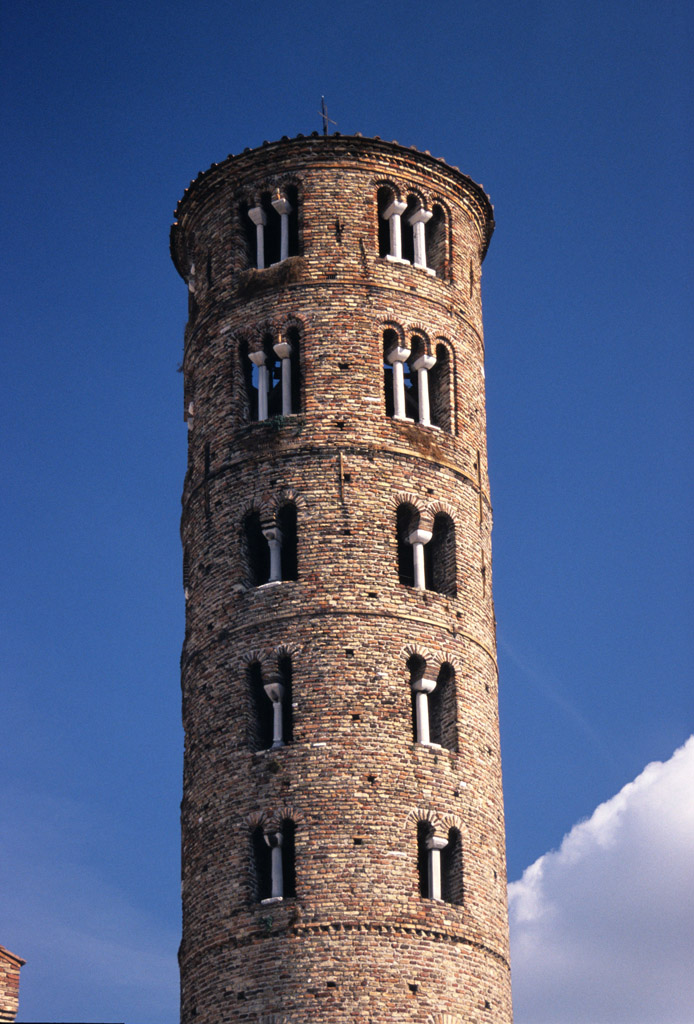
Il campanile cilindrico

Il bel campanile cilindrico, che affianca la facciata della Basilica, venne innalzato a partire dai secoli IX-X in laterizio. Il pian terreno è illuminato da una coppia di feritoie su 2 lati, quello superiore da una coppia di finestre e i piani terzo e quarto da 6 finestre ciascuno; nei piano quinto, sesto e settimo si aprono 6 bifore per ciascuno (nell'ordine più alto, le finestre sono più ampie). La cella campanaria, illuminata da 2 ordini di 6 trifore, contiene un "doppio" di 4 antiche campane. Le caratteristiche del montaggio fanno dedurre che su questa torre era praticato l'Antico Sistema di Suono "alla bolognese" (nella variante del suono cosiddetto "da Trave") probabilmente fino all'inizio della Seconda Guerra Mondiale. Le campane sono ferme da parecchi decenni e riversano in pessime condizioni.

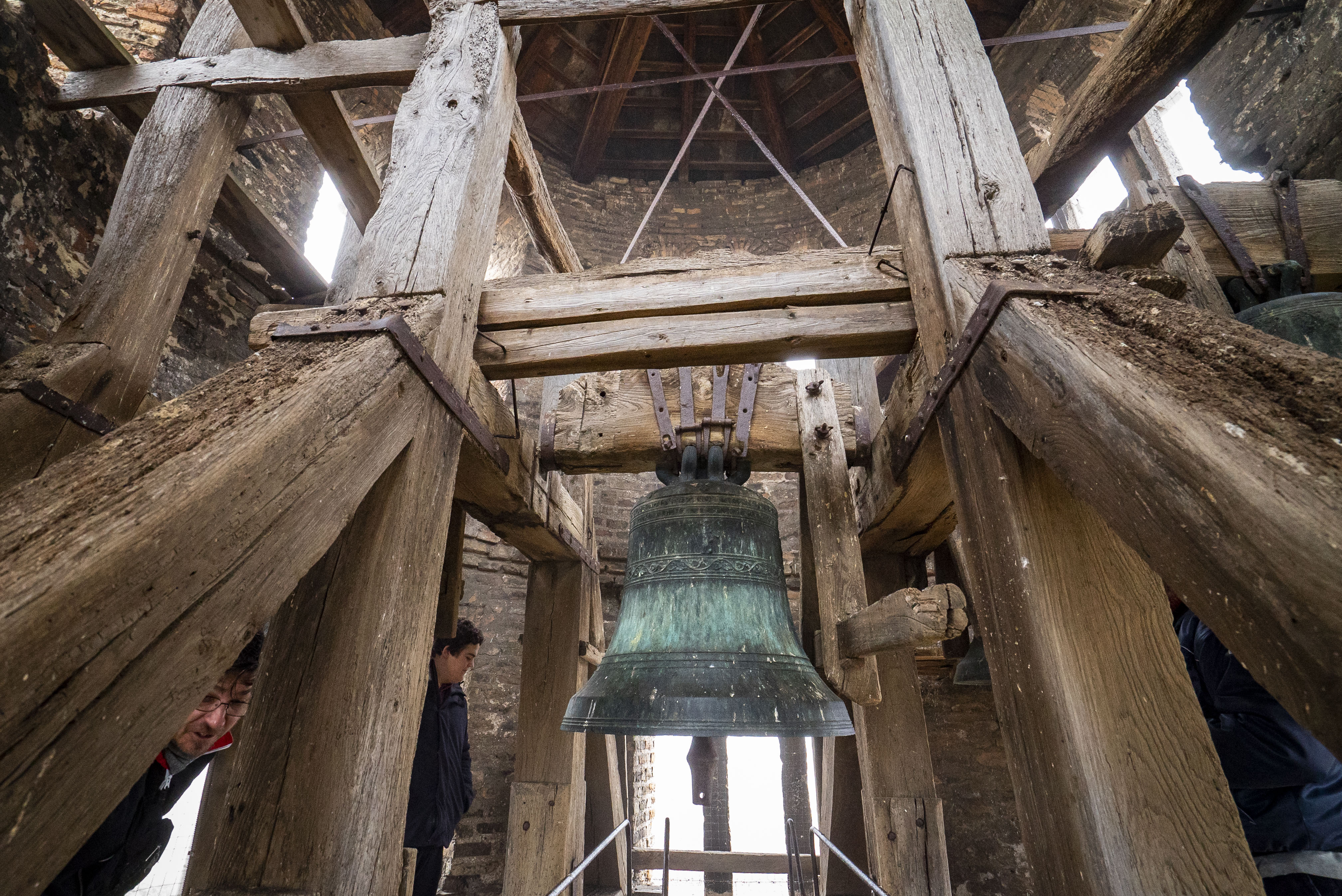
Le campane e l'incastellatura

A seguire, le caratteristiche di tutte e 4 le campane:
| Nome       | Nota         | Diametro | Peso       | Fonditore                          | Anno | Osservazioni Aggiuntive                                                 |
| ---------- | ------------ | -------- | ---------- | ---------------------------------- | ---- | ----------------------------------------------------------------------- |
| Grossa     | La3 -20/100  | 87,5 cm  | 420 kg ca. | Giacinto Landi (Imola)             | 1676 | Particolare è il mozzo che sorregge la campana, assai sottodimensionato |
| Mezzana    | Si♭3 -9/100  | 77,2 cm  | 290 kg ca. | Giacinto e Arcangelo Landi (Imola) | 1689 | Particolare è il mozzo che sorregge la campana, assai sottodimensionato |
| Mezzanella | Re♭4 +29/100 | 66,5 cm  | 190 kg ca. | Gaspare Landi (Cesena)             | 1707 | Particolare è il mozzo che sorregge la campana, assai sottodimensionato |
| Piccola    | Mi4 +14/100  | 59,8 cm  | 130 kg ca. | Fratelli Balestra (Cesena)         | 1859 | La campana presenta una piccola crepa nel punto di battuta              |

## Galleria d'immagini

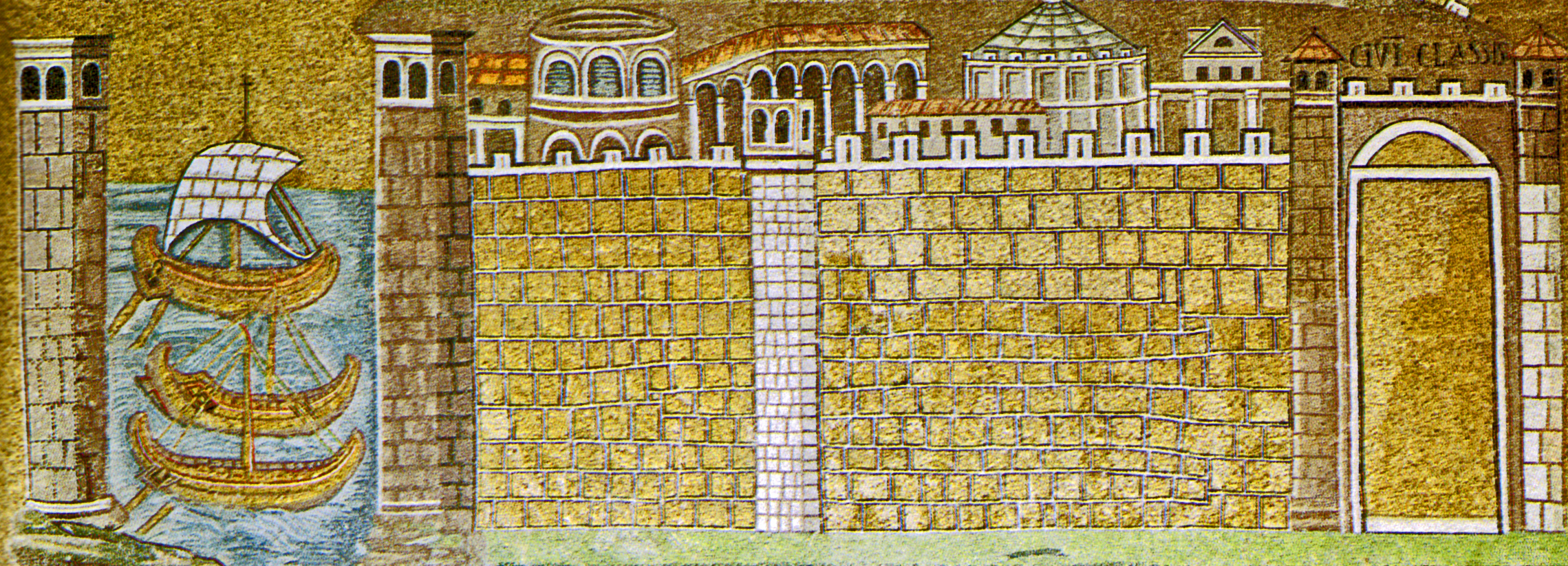
Classe e il suo porto
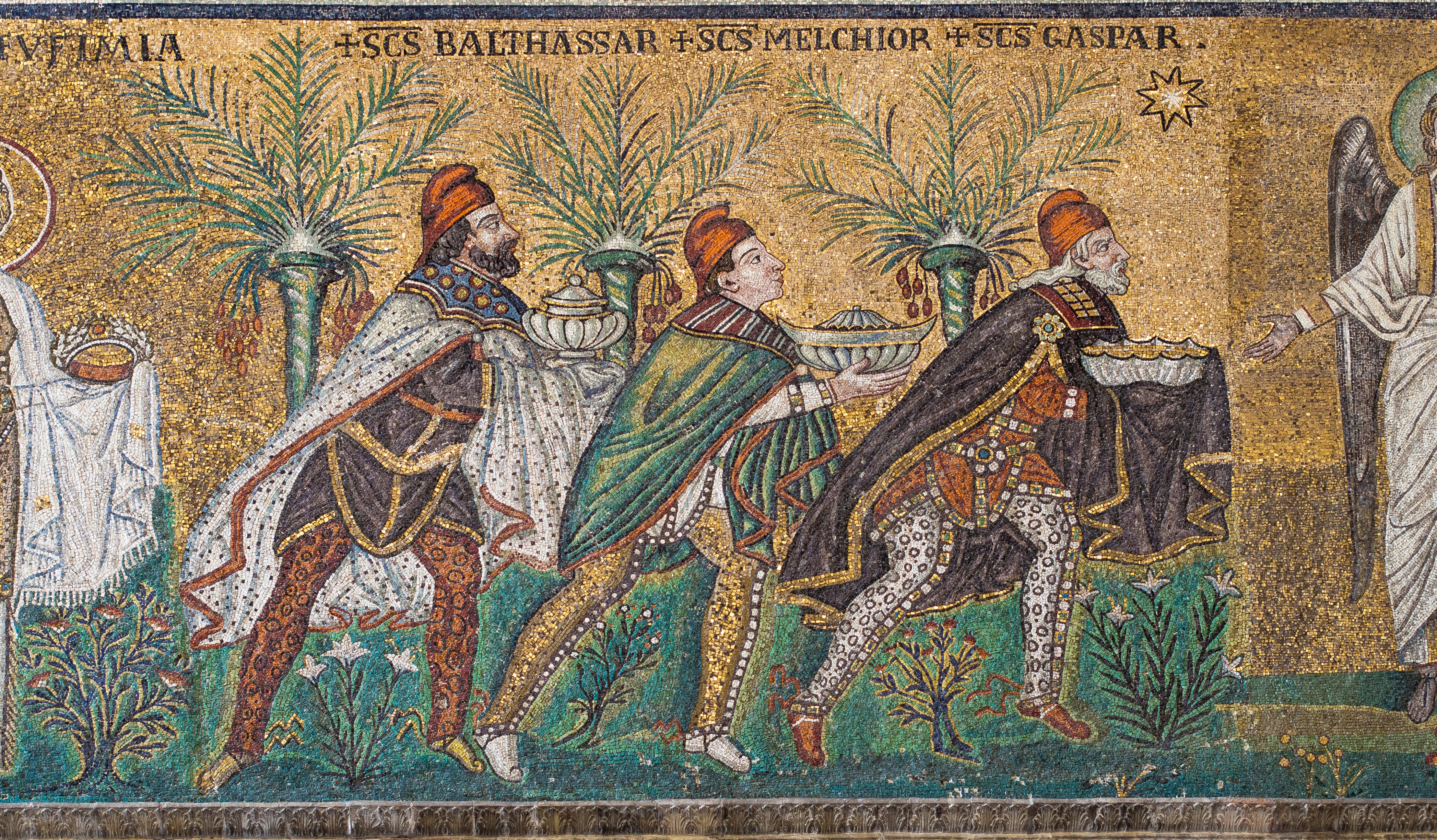
I Re Magi, con mantello, brache e berretto frigio
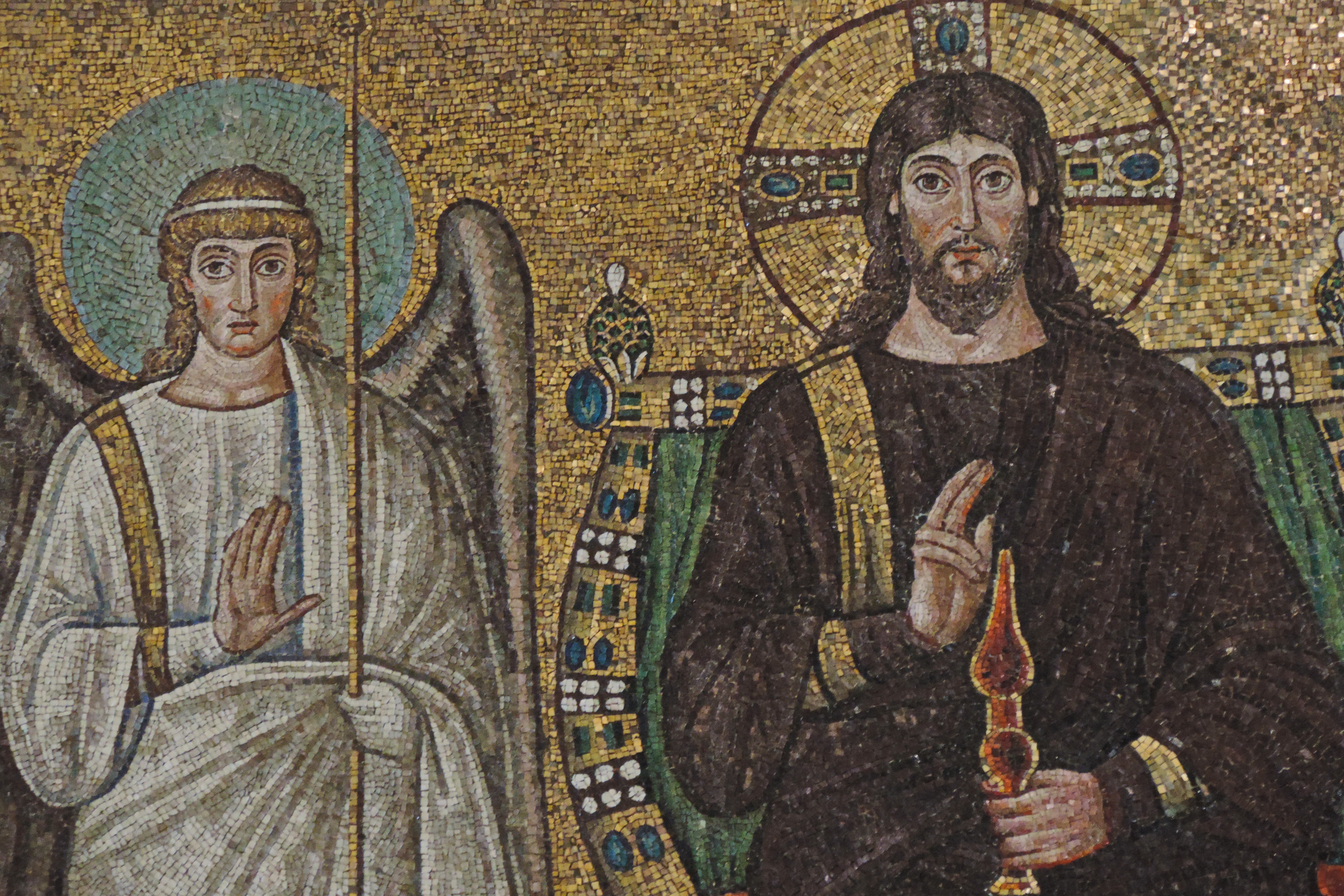
Cristo in trono
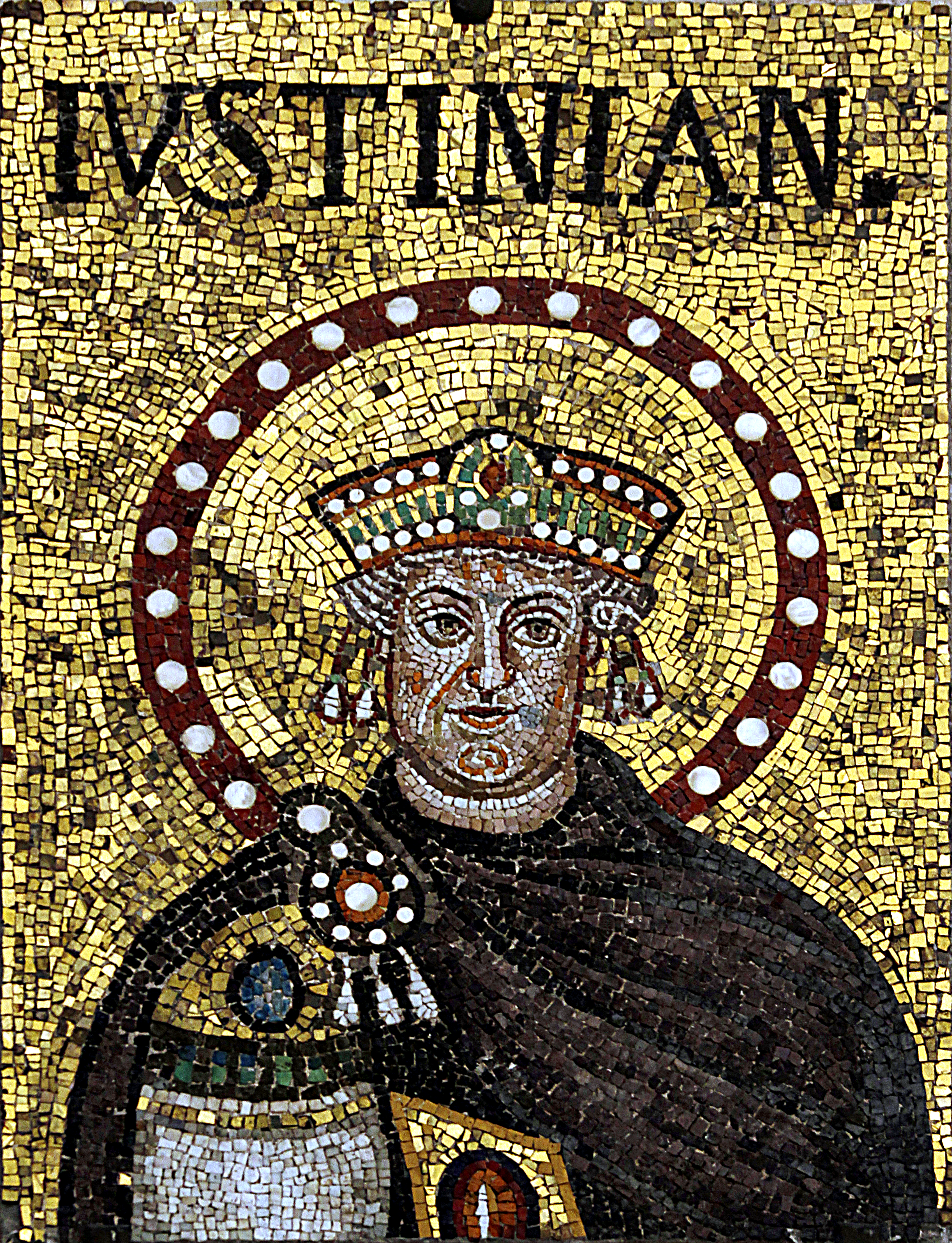
Giustiniano (probabile rifacimento da un originario ritratto di Teodorico)
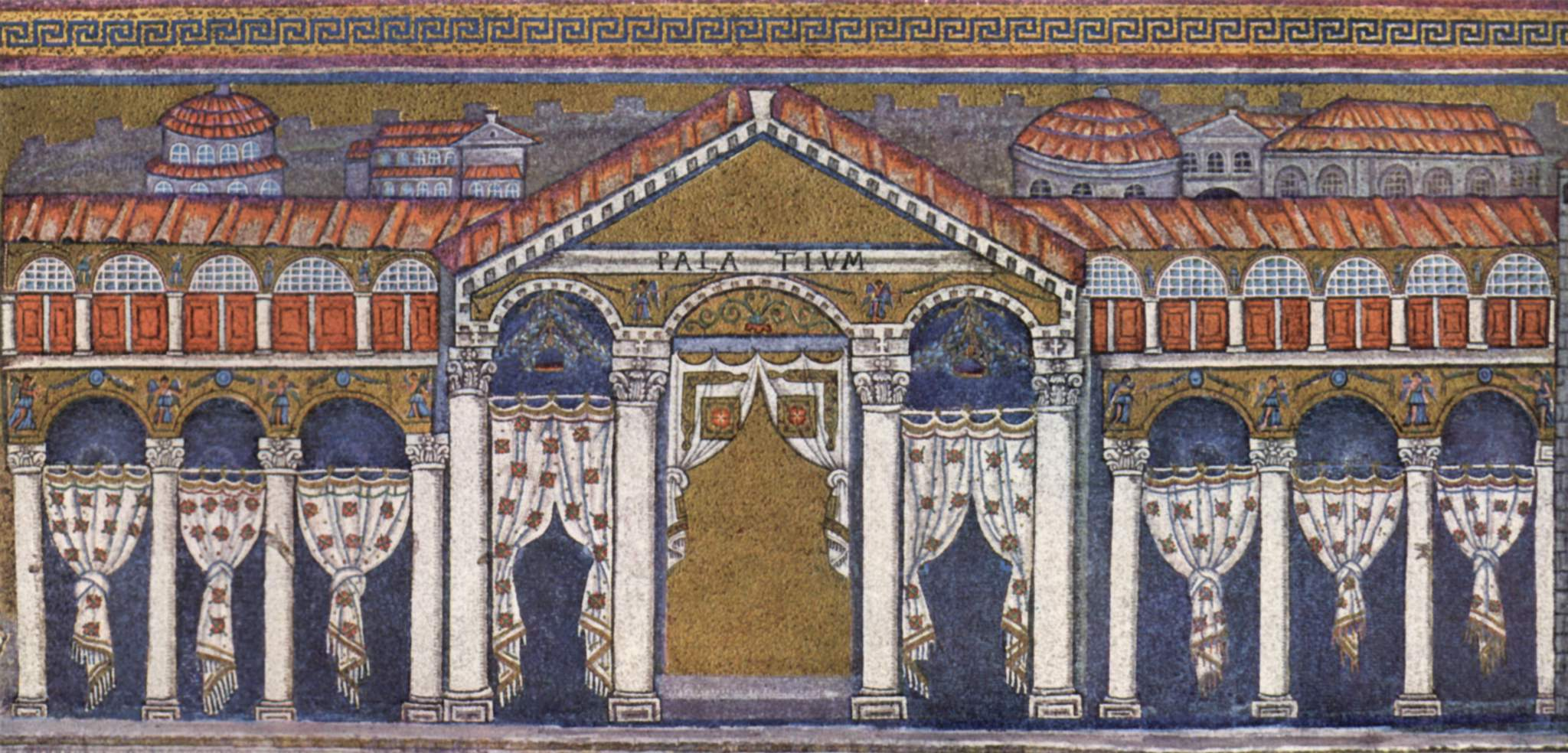
Il palazzo di Teodorico